# オーストラリア・ポンド
オーストラリア・ポンド（Australia Pound）は1910年から1966年までオーストラリアの他、クリスマス島、ココス諸島、ノーフォーク島、ソロモン諸島、ナウル、ツバル、キリバスで用いられていた旧通貨単位。AUP、A£、豪ポンドなどとも略される。オーストラリア・ポンドからオーストラリア・ドルに置き換えられるまでは、オーストラリアの貨幣は英国通貨を中心としたポンド通貨圏に属しレートも基本的に英国に連動していた。
対オーストラリアドルは2豪ドル＝1豪ポンドとされた。

## 流通硬貨
- ハーフペニー（½d）
- ペニー（1d）
- スリーペンス（3d）
- シックスペンス（6d）
- 1シリング（1/-）
- フローリン（2/-）

## 流通紙幣
- 5シリング（5/-）
- 10シリング（10/-）
- 1ポンド（£1）
- 5ポンド（£5）
- 10ポンド（£10）
- 20ポンド（£20）
- 50ポンド（£50）
- 100ポンド（£100）
- 1000ポンド（£1000）